# Dietylotryptamina
Dietylotryptamina (DET) – psychodeliczna substancja psychoaktywna z rodziny tryptamin.
Dietylotryptamina strukturalnie jest bardzo zbliżona do DMT i DPT. Zgodnie z TIHKAL jej dawkowanie waha się w przedziale od 50 do 100 mg, a czas działania od 2 do 4 godzin. Może być przyjmowane wszystkimi drogami administracji. Dietylotryptamina jest syntetycznie otrzymywaną substancją i nie występuje w naturze, choć grzybnia Psilocybe cubensis  jest w stanie biotransormować DET do 4-HO-DET i 4-PO-DET.